# Eurata nosswitzi
Eurata nosswitzi är en fjärilsart som beskrevs av Orfila 1931. Eurata nosswitzi ingår i släktet Eurata och familjen björnspinnare. Inga underarter finns listade i Catalogue of Life.